# Asayîş
Asayîş, auch Asayesch (kurdisch für Sicherheit), ist der Inlandsgeheimdienst der Autonomen Region Kurdistan Irak, der im September 1993 gegründet wurde. Er wird als Nachrichtendienst, Sicherheitsdienst, Geheimdienst, Geheimpolizei und anderes bezeichnet. Die Asayîş untersteht der kurdischen Nationalversammlung und Regionalregierung. Mit nachrichtendienstlichen Mitteln wie menschlichen Quellen (Human Intelligence) und elektronischer Aufklärung (Signals Intelligence) soll die Asayîş für die allgemeine Sicherheit der Region Kurdistan sorgen.
Mitte 2017 schätzte man die Anzahl der Mitarbeiter zwischen 10.000 und 12.000.

## Ziele
- Terrorabwehr
- Spionage- und Sabotageabwehr
- Sammlung nachrichtendienstlicher Informationen
- Abschätzung von Bedrohungen der öffentlichen Sicherheit in der Autonomen Region Kurdistan
- Unterbindung des Drogenhandels und Schmuggels
- Bekämpfung der Wirtschaftskriminalität
- Verfolgung politischer Straftaten